# Dicyclophora
- Commons
- Wikispecies

Dicyclophora é um género botânico pertencente à família Apiaceae.